# Il mondo di Patty - La storia più bella... continua
Il mondo di Patty - La storia più bella... continua è il secondo album de Il mondo di Patty, pubblicato in Italia il 23 ottobre 2009.
Si tratta della versione italiana del disco Patito Feo - La historia más linda en el Teatro, uscita in Argentina il 6 novembre 2007 e in Messico il 22 febbraio 2008.

## Informazioni sul disco
Il disco è stato lanciato nel formato CD+DVD il 6 novembre 2007 sotto etichetta EMI. Include 11 canzoni, tra cui "Tango Llorón" interpretata da Brenda Asnicar, "Cantemos más fuerte" dalle Popolari e "Un poco más" interpretata dal gruppo degli Skrach, vi è anche una versione reggaeton del brano "Las Divinas" e "Sueño de amor" interpretata da Laura Esquivel e da Belinda. Il disco è inoltre stato certificato come disco di platino in Argentina.

## Tracce

### Edizione argentina
1. Brenda Asnicar - Tango Llorón
2. Laura Esquivel - Cantemos más fuerte
3. Nicolàs Zuviria, Santiago Talledo, Andrés Gil, Brian Vainberg, Juan Manuel Guilera - Un poco más
4. Laura Esquivel e Belinda - Sueño de amor
5. Brenda Asnicar - Las Divinas (Versione Reggaeton)
6. Laura Esquivel - Fiesta (Karaoke)
7. Griselda Siciliani - Tarde de otoño (Karaoke)
8. Brenda Asnicar - Quiero, quiero (Karaoke)
9. Laura Esquivel e Brenda Asnicar - Amigos del corazón (Karaoke)
10. Laura Esquivel - Sueño de amor (Karaoke)
11. Brenda Asnicar - Tango llorón (karaoke)
12. Track interattivo - Tango llorón (videoclip)

### Edizione italiana
1. Brenda Asnicar - Tango llorón
2. Laura Esquivel - Cantemos mas fuerte
3. Nicolàs Zuviria, Brian Vainberg, Santiago Talledo, Juan Manuel Guilera e Andrés Gil, - Un Poco Mas
4. Laura Esquivel e Belinda - Sueño de amor
5. Griselda Siciliani - Tarde de otoño (Karaoke)
6. Brenda Asnicar - Quiero, quiero (Karaoke)
7. Laura Esquivel e Brenda Asnicar - Amigos del corazón (Karaoke)
8. Laura Esquivel - Sueño de amor (Karaoke)
9. Brenda Asnicar - Tango llorón (karaoke)
10. Laura Esquivel e Ambra Lo Faro Un angolo del Cuore

## Classifica FIMI
| Posizione | 2 | 1 | 1 | 1 | 1 | 3 | 3 | 3 | 2 | 1 | 1 | 1 | 1 | 1 | 1 | 2 |

1. ↑   slideshowes.com,  https://slideshowes.com/doc/1080160/el-top-10/.